# Inline-Skaterhockey-Bundesliga 1999
Die Saison 1999 ist die 4. Spielzeit der Inline-Skaterhockey-Bundesliga, in der zum 14. Mal ein Deutscher Meister ermittelt wird. Ausrichter ist die Sportkommission Inline-Skaterhockey Deutschland im Deutschen Rollsport und Inline-Verband. Deutscher Meister wurden erstmals die Duisburg Ducks, die im Finale die Düsseldorf Rams besiegten.

## Teilnehmer
| Klub                  | Standort           | Vorjahr                   | Play-offs                 |                           |
| --------------------- | ------------------ | ------------------------- | ------------------------- | ------------------------- |
| Duisburg Ducks        | Duisburg           | 3.                        | Vizemeister               |                           |
| Düsseldorf Rams       | Düsseldorf         | 2.                        | Halbfinale                |                           |
| Crash Eagles Kaarst   | Kaarst             | 1.                        | Deutscher Meister         |                           |
| Mendener Mambas       | Menden (Sauerland) | 1. der 2. Bundesliga Süd  | 1. der 2. Bundesliga Süd  | 1. der 2. Bundesliga Süd  |
| SU Augsburg           | Augsburg           | 4.                        | Halbfinale                |                           |
| Bullskater Düsseldorf | Düsseldorf         | 6.                        | -                         |                           |
| HC Köln-West          | Köln               | 7.                        | -                         |                           |
| SU Coeln              | Köln               | 9.                        | -                         |                           |
| Moskitos Essen        | Essen              | 5.                        | -                         |                           |
| Luzifer Kiel          | Kiel               | 8.                        | -                         |                           |
| Powerkrauts Berlin    | Berlin             | 1. der 2. Bundesliga Nord | 1. der 2. Bundesliga Nord | 1. der 2. Bundesliga Nord |
| Crefelder SC          | Krefeld            | 2. der 2. Bundesliga Nord | 2. der 2. Bundesliga Nord | 2. der 2. Bundesliga Nord |

## Modus
Die 1. Bundesliga geht mit zwölf Mannschaften an den Start. Jede Mannschaft trifft in Hin- und Rückspiel auf jede andere Mannschaft. Für einen Sieg gibt es zwei Punkte, für ein Unentschieden einen Punkt. Bei Punktgleichheit zum Ende der Hauptrunde entscheidet der direkte Vergleich über die Rangfolge. Die ersten vier Mannschaften erreichen die Play-offs. Die Mannschaften auf den Rängen fünf bis neun haben sich sportlich für die nächste Spielzeit qualifiziert. Die Teams auf den Rängen elf und zwölf steigen direkt in die 2. Bundesliga ab. Der Tabellenzehnte bestreitet eine Relegation gegen den Sieger der Entscheidungsspiele der beiden Tabellenzweiten der 2. Bundesliga. Der Sieger der Play-offs ist Deutscher Meister.

## Vorrunde
|     | Mannschaft            | Sp | S  | U | N  | Tore    | +/-  | P  |
| --- | --------------------- | -- | -- | - | -- | ------- | ---- | -- |
| 1.  | Duisburg Ducks        | 22 | 20 | 1 | 01 | 276:084 | +192 | 41 |
| 2.  | Düsseldorf Rams       | 22 | 15 | 2 | 05 | 158:085 | +73  | 32 |
| 3.  | Crash Eagles Kaarst   | 22 | 16 | 0 | 06 | 194:097 | +97  | 32 |
| 4.  | Mendener Mambas       | 22 | 16 | 0 | 06 | 181:119 | +62  | 32 |
| 5.  | SU Augsburg           | 22 | 12 | 2 | 08 | 154:139 | +15  | 26 |
| 6.  | Bullskater Düsseldorf | 22 | 10 | 2 | 10 | 149:158 | −9   | 22 |
| 7.  | HC Köln-West          | 22 | 10 | 1 | 11 | 118:126 | −8   | 21 |
| 8.  | SU Coeln              | 22 | 08 | 2 | 12 | 130:147 | −17  | 18 |
| 9.  | Luzifer Kiel          | 22 | 08 | 0 | 14 | 140:170 | −30  | 16 |
| 10. | Moskitos Essen        | 22 | 06 | 2 | 14 | 126:182 | −56  | 14 |
| 11. | Powerkrauts Berlin    | 22 | 04 | 1 | 17 | 102:207 | −105 | 09 |
| 12. | Crefelder SC          | 22 | 0  | 1 | 21 | 085:299 | −214 | 01 |

## Play-offs
(Modus "Best-of-Three")

### Play-off-Baum
|  | Halbfinale | Halbfinale          | Halbfinale |  |  | Finale | Finale          | Finale |
|  |            |                     |            |  |  |        |                 |        |
|  |            |                     |            |  |  |        |                 |        |
|  | 1          | Duisburg Ducks      | 2          |  |  |        |                 |        |
|  | 4          | Mendener Mambas     | 0          |  |  |        |                 |        |
|  |            |                     |            |  |  | 1      | Duisburg Ducks  | 2      |
|  |            |                     |            |  |  | 2      | Düsseldorf Rams | 0      |
|  | 2          | Düsseldorf Rams     | 2          |  |  |        |                 |        |
|  | 3          | Crash Eagles Kaarst | 0          |  |  |        |                 |        |
|  |            |                     |            |  |  |        |                 |        |

### Halbfinale
|                 |   |                     | Serie | 1    | 2   | 3 |
| --------------- | - | ------------------- | ----- | ---- | --- | - |
| Duisburg Ducks  | – | Mendener Mambas     | 2:0   | 12:3 | 8:6 | - |
| Düsseldorf Rams | – | Crash Eagles Kaarst | 2:0   | 5:2  | 8:4 | - |

### Finale
|                |   |                 | Serie | 1   | 2   | 3 |
| -------------- | - | --------------- | ----- | --- | --- | - |
| Duisburg Ducks | – | Düsseldorf Rams | 2:0   | 5:3 | 9:5 | - |

## Relegation
Im Duell der Zweitliga-Zweiten setzten sich die Zweibrücker ERC Snipers (2. Süd) gegen die Lippstadt Rogues (3. Nord; für die nicht aufstiegsberechtigten Duisburg Ducks II) durch. Zweibrücken traf damit auf den Erstliga-Zehnten Moskitos Essen.
|                         |   |                | Gesamt | Hin | Rück |
| ----------------------- | - | -------------- | ------ | --- | ---- |
| Zweibrücker ERC Snipers | – | Moskitos Essen | 12:14  | 5:4 | 7:10 |

## Aufsteiger
Aus der 2. Bundesliga steigen die Samurai Iserlohn (1. der Staffel Nord) und die RSC Neviges Commanders (1. der Staffel Süd) direkt in die 1. Bundesliga auf.

## Pokalsieger
Im Endspiel um den Deutschen Inline-Skaterhockey-Pokal 1999 gewannen die Crash Eagles Kaarst am 12. Dezember 1999 gegen die Duisburg Ducks in Iserlohn mit 5:4.